# Нісімура Акіхіро
Нісімура Акіхіро (яп. 西村 昭宏, нар. 8 серпня 1958, Осака —) — японський футболіст, що грав на позиції півзахисника.

## Клубна кар'єра
Грав за команду Янмар Дизель.

## Виступи за збірну
Дебютував 1980 року в офіційних матчах у складі національної збірної Японії. У формі головної команди країни зіграв 49 матчів.

## Статистика
Статистика виступів у національній збірній.
| Збірна Японії | Збірна Японії | Збірна Японії |
| Роки          | Ігри          | голи          |
| ------------- | ------------- | ------------- |
| 1980          | 1             | 0             |
| 1981          | 13            | 0             |
| 1982          | 2             | 0             |
| 1983          | 10            | 0             |
| 1984          | 1             | 0             |
| 1985          | 8             | 2             |
| 1986          | 5             | 0             |
| 1987          | 8             | 0             |
| 1988          | 1             | 0             |
| Усього        | 49            | 2             |